# Hestina albidus
Hestina albidus är en fjärilsart som beskrevs av Shinji Kuwayama 1921. Hestina albidus ingår i släktet Hestina och familjen praktfjärilar. Inga underarter finns listade i Catalogue of Life.